# Ruth Mary Tristram
Pour les articles homonymes, voir Tristram.
Ruth Mary Tristram (née Ruth Mary Cardew le 25 avril 1886 et morte le 22 octobre 1950) est une botaniste et illustratrice botanique britannique, spécialisée dans l'étude des plantains (Plantago). Elle est membre de la Linnean Society of London (1911). Elle est aussi une médium, affirmant recevoir des messages de ses fils morts.

## Biographie

### Botanique

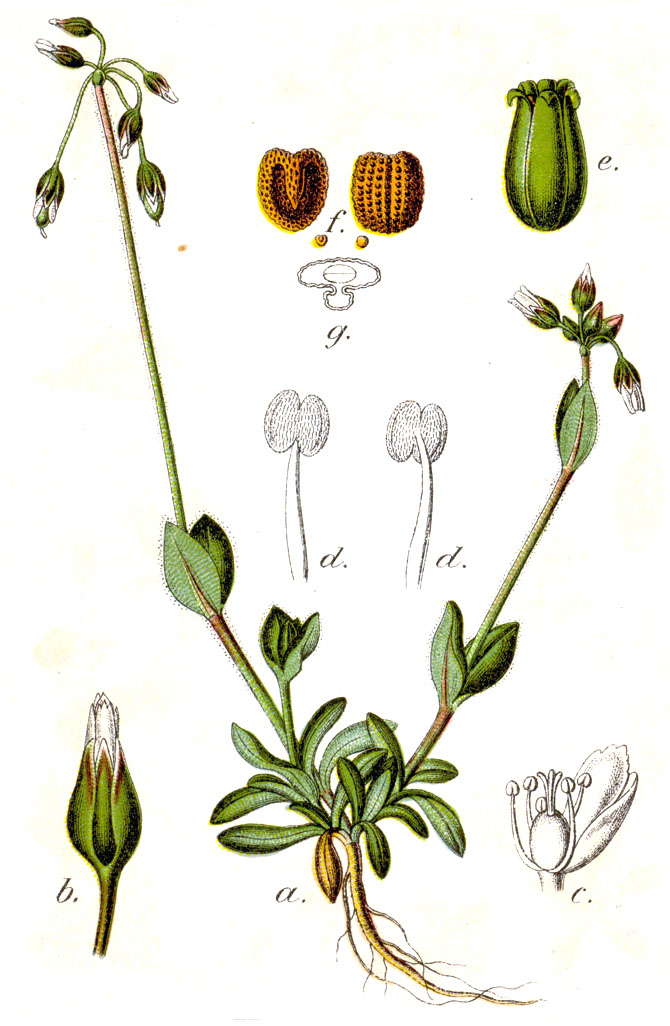
Holosteum umbellatum

Ruth Mary Tristram, née Ruth Mary Cardew le 25 avril 1886, est une « jeune botaniste enthousiaste » : à 21 ans, elle découvre Holosteum umbellatum dans le Surrey, alors qu'il était jusque-là connu en Angleterre uniquement dans le Suffolk et le Norfolk,. Elle devient spécialiste du genre Plantago et est élue membre de la Linnean Society of London à seulement 25 ans, le 7 décembre 1911, parmi les premières femmes acceptées par la société depuis 1905,.
Illustratrice botanique, elle réalise de nombreuses planches au trait, ainsi que des planches en couleurs.
Elle collabore avec E.G. Baker pour des contributions à la Cambridge British Flora, et publie plusieurs articles avec lui. Elle est aussi membre de la Wild Flower Society (en).
En 1934, elle devient membre du Botanical Exchange Club, mais abandonne toute participation du fait de la Seconde Guerre mondiale, en 1940.

### Vie familiale et psychographie
Elle épouse en 1919 Guy Tristram, major de la Royal Artillery et descendant direct d'Henry Tristram, pasteur anglican, naturaliste et membre de la Royal Society.
Le couple, qui vit à Cox’s Mill, à Dallington dans le Sussex de l'Est, a quatre garçons. Le premier, Michaël, ne survit pas ; le deuxième, Lancelot, meurt en 1928, à l'âge de huit ans, d'une méningite consécutive à une rougeole et sa mère affirme rester en contact avec lui par psychographie. Pendant la Seconde Guerre mondiale, Mary fonde, dirige et anime une importante section de la Soldiers, Sailors, Airmen and Families Association (en), organisation caritative qui vient en aide aux soldats britanniques et à leur famille. Le troisième fils, Christopher Guy, est tué en 1943 lorsque le Valaaren est coulé par un sous-marin allemand, l'Unterseeboot 229, après avoir quitté le convoi HX231 (en), et sa mère dit communiquer avec lui de la même manière qu'avec son frère. Le dernier fils, seul survivant, David Tristam, est un horticulteur renommé, spécialiste des hellébores,.
Elle meurt le 22 octobre 1950.

## Distinctions
- 1911 : membre de la Linnean Society of London
- Membre de la Wild Flower Society (en)
- 1934-1940 : membre du Botanical Exchange Club[2]

## Œuvres

### Botanique
- Avec E.G. Baker: plusieurs articles dans les revues scientifiques Report of the Botanical Society and Journal of Botany.

### Illustration botanique
R.M. Tristram a illustré avec des planches au trait plusieurs contributions de E.G. Baker publiées dans les Transactions of the Linnean Society of London et dans le Journal of the Linnean Society, Botany.
Elle est aussi l'auteur d'une planche en couleurs dans la monographie de Dykes (en) consacrée au genre Iris.

### Spiritisme
- Letters from Lancelot, Dallington, (1931), (aka Lancelot, etc. Letters received in automatic writing by R. M. T.) (Reprinted 1933, by Dunston.)
- Letters from Christopher : Born August 3rd. 1925. Died at sea April 1943 (1944)
  - Christopher, etc. [Letters received in automatic writing by R.M.T.] (1947)
- A Book of Preparation for the Coming Light as R.M.T. (1951)
- The Book of Comfort by R. M. Tristram (1957)